# 卡特雅·温特
卡特雅·温特（英語：Katja Windt，1969年6月4日—）德国教授，不来梅雅各布大学校长。

## 人物生平
2008年，温特作为全球制造和物流管理专业的任职教授，正式加入不来梅雅各布大学。从2014年2月起，温特当选为雅各布大学校长至今，并与董事总经理迈克尔·胡尔斯曼一起成为雅各布大学的执行委员会的委员。

## 教育背景
温雅毕业于汉堡市莱布尼兹大学，并获得机械工程学位，2000年在生产系统和物流研究所（Institut für Fabrikanlagen und Logistik）获得博士学位，并在麻省理工、剑桥大学等大学开展过交换科研项目等工作。

## 过往经历
在加入雅各布大学之前，温特是不来梅大学生产与供应链研究协会（ BIBA）的部门主管，并在其合作研究中心（CRC 637）“自主合作物流过程”项目中担任研发工作。（该项目由德国科学基金会（DFG）给予资金资助）。

## 主要荣誉
“2008年阿尔弗里德·克虏伯年轻教授奖”，“2008年年度教授”，“柏林 - 勃兰登堡科学与人文科学院和国家科学院利奥波尔迪纳”项目“年轻学术者”以及年度发言人，德国国家科学与工程院院士。

## 企业活动
2011年德国邮政公司监事会成员，2011年德国物流学会BVL执行董事会成员，2012年法兰克福机场公司监事会成员，2012年BLG物流集团咨询委员会成员